# Sankt Silvester
Sankt Silvester é uma comuna da Suíça, no Cantão Friburgo, com cerca de 936 habitantes. Estende-se por uma área de 7,10 km², de densidade populacional de 132 hab/km². Confina com as seguintes comunas: Giffers, Le Mouret, Plasselb, Tentlingen. 
A língua oficial nesta comuna é o Alemão.